# Petrel Lake
Der Petrel Lake (russisch (озеро) Буревестник, (osero) Burewestnik – „(See) Sturmvogel“) ist ein kleiner See auf King George Island, der größten der Südlichen Shetlandinseln. Er liegt im Osten der Fildes-Halbinsel nahe der Hydrographers Cove.
Der See wurde nach Kartierungen der 13. Sowjetischen Antarktisexpedition im Jahre 1968 von der Bellingshausen-Station aus auf einer Karte von 1973 zunächst озеро Альбатрос und auf einer englischsprachigen Karte derselben Autoren „Lake Albatross“ genannt. 1975 ging man dann zum heutigen Namen озеро Буревестник mit der Übersetzung „Lake Burevestnik“ (1977) über. Das britische Antarctic Place-names Committee (APC) übersetzte den russischen Namen 1979/80 sinngemäß ins Englische.
Durch den See (auf der deutschen Karte von 1984 als „Sturmvogelsee“ beschriftet) fließt der Sturmvogelbach in die Hydrographers Cove.
Nordöstlich des Sees wurde 1985 die chinesische Große-Mauer-Station errichtet.